# آسوناپرویر
آسوناپرویر (انگلیسی: Asunaprevir (BMS-650032 پیشین، نام تجاری در ژاپن و روسیه Sunvepra) یک داروی آزمایشی برای درمان هپاتیت ث است. این دارو توسط شرکت بریستول-مایرز اسکوئیب در حال توسعه بود و فاز III کارآزمایی بالینی را در سال ۲۰۱۳ میلادی به پایان رساند.
آسوناپرویر یک مهارکننده آنزیم ویروس هپاتیت ث سرین پروتئاز NS3 است.
اسوناپرویر در ترکیب با اینترفرون پگیله شده و ریباویرین و همچنین در رژیم‌های بدون اینترفرون با سایر عوامل ضد ویروسی مستقیم از جمله داکلاتاسویر آزمایش می‌شود.